# Muscle in Motion
Muscle in Motion är ett album från 2001 av det svenska hårdrocksbandet Treat.

## Låtlista
1. "You Won't See Me Cryin'"
2. "Waiting to Get Even"
3. "Streets Cry Freedom"
4. "Every Little Girlie"
5. "Better Off without Your Love"
6. "Feels Like I'm Alive"
7. "Once in a Lunchtime"
8. "Money"
9. "Every Muscle in Motion"
10. "Rev It Up"